# 真名子城
真名子城（まなごじょう）は、栃木県栃木市西方町真名子（下野国都賀郡）にあった日本の城。別名赤壁城。

## 歴史
赤辺山（赤瓶山）と呼ばれる山に築かれた山城である。永正年間（16世紀初め）に宇都宮左衛門尉正綱によって築かれて配下の岡本筑後少輔秀卓を置いたと伝えられているが、現在の宇都宮氏関連の系譜や永正期の文献・文書からは宇都宮左衛門尉正綱の名を確認できない。江田郁夫は正綱が実在するとすれば、宇都宮氏宗家よりも官途名に左衛門尉が見える宇都宮一族の西方氏の可能性があるとし、仮に実在しなかったとしても西方氏の本拠である西方城の西側にあるという地理的関係から西方氏関係者による築城の可能性が高いとしている。宇都宮氏、西方氏いずれの築城としても、真名子は宇都宮氏ー西方氏と皆川氏の境目の城であり、両者の紛争の地になったと考えられ、永正12年（1515年）もしくは大永3年（1523年）に皆川氏に奪われたとする伝承がある。そして、伝承では岡本氏は豊臣秀吉の小田原征伐の際に皆川広照に従って後北条氏に加わったが、皆川広照は途中で豊臣氏に降伏したものの、岡本氏は病死してそのまま滅亡し、真名子城は廃城になったとされている。
ただし、城主とされている岡本筑後少輔秀卓に関しては、岡本氏の家臣と伝えられる若林家に伝わる小山秀綱の書状を根拠として岡本筑後守高永に比定されている。岡本高永は宇都宮広綱の重臣であった岡本高昌（宗慶）の子であるため、宇都宮広綱が高永を真名子城主に任じた（もしくは真名子城自体を再興した）可能性がある。
元亀3年（1572年）に岡本高昌が皆川俊宗（広照の父）によって暗殺され、高永もその後消息不明になっているが、江田郁夫は『寛永伝』に記された岡本秀候（若狭守・法号:宗巴）を筑後少輔秀卓の次代当主として伝承のある岡本若狭守秀勝と同一人物と推定し、かつその法号から高昌の子孫、恐らくは高永の息子であるとしている。江田は自己の比定と『寛永伝』の系譜から、真名子城主の系譜を以下のように再現する。
岡本高昌（宗慶）－岡本高永（筑後守＝筑後少輔秀卓）－岡本秀候（若狭守＝若狭守秀勝）－岡本高盛（新兵衛尉、皆川氏家臣）ー岡本高候（勘左衛門尉、徳川氏旗本）
江田は『寛永伝』に記された高盛が皆川広照に仕えて後に浪人し、息子の高候が徳川秀忠に召されて旗本になった経緯について次のように解説する。地元の伝承では早い時期に岡本氏が皆川氏に仕えたとしているが、元亀3年段階では明らかに両者は敵対関係にあるためにそれ以降の出来事になる。小田原征伐の結果、西方は結城氏に、真名子は皆川氏に与えられた結果、西方綱吉は宇都宮氏の家臣として芳賀郡赤坂（現在の市貝町）移封を受け入れる事で家名は保ったものの、岡本高盛は新領主となった皆川氏に仕える事で家名を保とうとしたと考えられる。しかし、皆川広照もその後改易されているため、高盛は浪人せざるを得なくなり、その結果として高候の時代に旗本として徳川氏に仕えるようになったとしている。
江田説に従ったとしても、小田原征伐によって真名子周辺は宇都宮氏の支配地域から外されたことで境目の城としての役割を失っているため、真名子城もやはりこの時に廃城になったとみられている。